# Alphonzo Bell

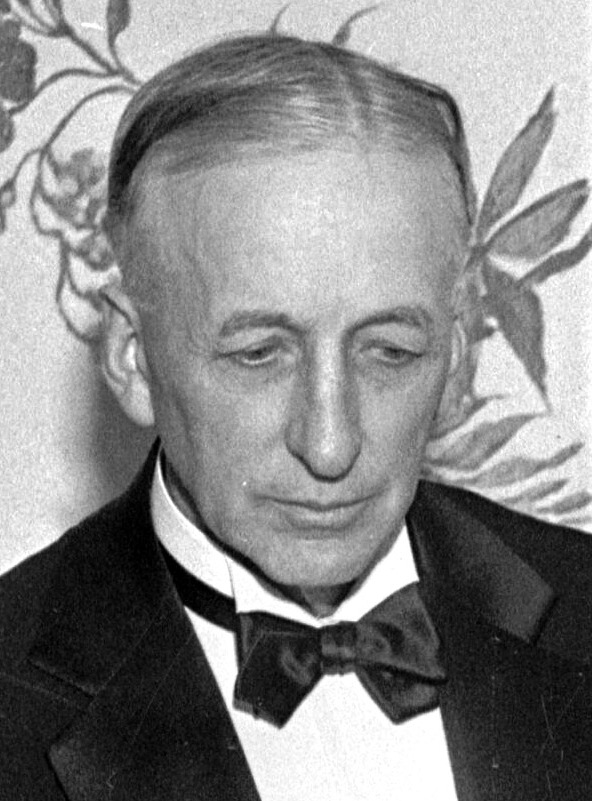
Alphonzo Bell

Alphonzo Edward Bell Sr. (* 29. September 1875 in Los Angeles, Kalifornien; † 27. Dezember 1947 ebenda) war ein US-amerikanischer Immobilien- und Ölmillionär sowie ein Tennisspieler. Der von ihm gegründete Stadtteil Bel Air in LA ist nach ihm benannt.
Bell schloss 1895 in Los Angeles das Occidental College ab und studierte dann zwei weitere Jahre am San Francisco Theological Seminary. Er lebte sonst zeit seines Lebens in der Stadt an der Westküste. Sein Vater war James George Bell und sein Onkel John Edward Hollenbeck, ein Bankier, der maßgeblich am Ausbau des öffentlichen Verkehrs in Los Angeles County beteiligt war.
Die Tenniskarriere des US-Amerikaners Bell war überaus erfolgreich. Er gewann bei den Olympischen Sommerspielen 1904 in St. Louis zwei Medaillen. Nach der Halbfinalniederlage (3:6, 4:6) im Einzel gegen den späteren Olympiasieger Beals Wright teilte er sich mit Edgar Leonard die Bronzemedaille. Im Herrendoppel verlor Alphonzo Bell mit Robert LeRoy erst im Finale gegen Beals Wright und Edgar Leonard in zwei Sätzen mit 4:6 und 4:6. Mit Platz 9 war er einmal unter den 10 besten US-Amerikanern platziert.
Bereits 1897 schloss er den ersten Immobiliendeal. Im Jahr 1922 wurde auf einem seiner Grundstücke Öl gefunden, woraufhin er mit seinem Vater in das Ölgeschäft einstieg und die Firma Bell Petroleum gründete. Er verwendete sein großes Vermögen, um in West Los Angeles Stadtteile zu entwickeln und Grundstücke zu kaufen bzw. zu verkaufen. 1922 gründete er den Nobel-Stadtteil Bel Air, der nach ihm benannt ist. Auch Bell (Kalifornien) und Bell Gardens sind nach ihm benannt.
Sein 1914 geborener Sohn Alphonzo wurde Abgeordneter im Repräsentantenhaus der Vereinigten Staaten. Seine Tochter Minnewa Bell Gray Burnside Ross heiratete 1951 Elliot Roosevelt, den Sohn des Präsidenten Franklin D. Roosevelt.